# 애덤 리바인
애덤 노아 러빈(영어: Adam Noah Levine, 1979년 3월 18일 ~ )은 미국의 싱어송라이터, 음악가, 멀티 인스트러멘털리스트이자 배우이다. 미국 캘리포니아주 출신의 7인조 팝 록 밴드 마룬 5의 리더이자 리드 보컬리스트, 기타리스트로 잘 알려져있다.
그는 10대 시절 얼터너티브 록 밴드 카라스 플라워스를 결성하고, The Fourth World라는 정규 음반을 발매한다. 그 뒤 2001년, 카라스 플라워스는 기타리스트 제임스 밸런타인을 영입한 후 이름을 마룬 5로 바꾼다. 그들은 엄청난 성공을 거두었고, 세 번의 그래미상, 두 번의 빌보드 뮤직 어워드, 세 번의 아메리칸 뮤직 어워드, 각각 한 번의 MTV 비디오 뮤직 어워드와 월드 뮤직 어워드를 수상했다.
2011년부터는 미국 NBC의 리얼리티 인재 발굴 프로그램 《더 보이스》의 코치로 활동하고 있다. 첫 번째 시즌에서 그의 팀인 하비에르 콜론이 우승한다. 2012년에는 《블러디 페이스 : 연쇄살인마》을 통해서 연기자로서의 데뷔를 한다. 또한 그는 2014년 미국의 영화 《비긴 어게인》의 주연을 맡기도 하였다.
그는 사업가이기도 하며, 레코드 레이블 222 레코드와 222 프로덕션 보관됨 2013-08-29 - 웨이백 머신을 설립하기도 하였다. 2013년에는 자신의 이름을 딴 Adam Levine Fragrances 라는 향수 브랜드도 런칭하였다.

## 발자취

### 어린 시절과 음악 인생의 시작 (1979년 ~ 1994년)
애덤 러빈은 미국 캘리포니아주 로스앤젤레스에서 프레드 러빈(Fred Levine)과 팻시 노아 러빈(Patsy Noah Levine) 사이에서 태어났다. 그는 저널리스트이자 작가인 티모시 노아(Timothy Noah)와 텔레비전 프로듀서이자 작가인 피터 노아(Peter Noah)의 조카이다. 그는 친남동생 마이클(Michael)과 줄리아(Julia), 리자(Liza), 샘(Sam)이라는 세 이복형제/남매가 있다.
그는 14살부터 절친한 친구였던 제시 카마이클과 함께 미국 뉴욕주 랜콕에서 열리는 프렌치 우드 페스티벌(French Woods Festival of the Performing Arts Camp)에 참가하였다
그는 카라스 플라워스의 멤버인 제시 카마이클, 미키 매든, 라이언 두식과 브렌우드학교(Brentwood School)를 재학하였으며, 제시 카마이클과 함께 파이브 타운스 대학(Five Towns College)를 재학하였다.

### 카라스 플라워스의 결성과 해체 (1994년 ~ 2001년)
미국 캘리포니아주 로스앤젤레스에 위치한 브렌우드학교 출신의 애덤 러빈, 제시 카마이클, 미키 매든, 라이언 두식은 1994년 카라스 플라워스(Kara's Flowers)를 결성한다. 1997년 카라스 플라워스는 첫 번째 정규 음반 The Fourth World를 발매한다.

### 마룬 5의 결성 및 성공 (2001년 ~ 현재)
2001년, 카라스 플라워스는 기타리스트 제임스 밸런타인을 영입한 후 이름을 마룬 5로 바꾼다. 2006년 드러머 라이언 두식이 부상악화로 탈퇴를 하고, 맷 플린을 영입하였다.
2002년, Songs About Jane으로 데뷔하여 제47회 그래미 어워드에서 신인상을 수상하며 전 세계적으로 음악성을 인정받았다.
2013년 11월에는 《피플지》 선정 '현존하는 가장 섹시한 남성'에 선정되었다.

## 음악적 성향
애덤 러빈은 테너 음역대의 목소리로 폴 사이먼과 밥 딜런, 비틀즈의 영향을 받았고, 스티비 원더를 존경한다.

## 사생활
마룬 5 멤버인 제시 카마이클, 미키 매든, 그리고 라이언 두식(탈퇴)과 같은 고등학교를 나왔다. 제시 카마이클과는 소꿉 친구이기도 하다.
배우 제이크 질렌할, 나탈리 포트만과 어릴 적부터 친한 사이였으며, 축구 선수 데이비드 베컴, 배우 로버트 다우니 주니어와는 평소에 같이 취미 활동을 할 정도로 친한 사이이다.
한국계 미국인 프로듀서인 진 홍(Gene Hong)은 그의 친한 친구이자, 예전 룸메이트 사이이다.
마룬 5의 데뷔 음반 Songs About Jane의 주인공이기도 한 고등학교 동창 제인 허먼(Jane Herman), 모델 켈리 맥키(Kelly Mckee), 가수/배우 제시카 심슨, 테니스 선수 마리아 샤라포바, 배우 카메론 디아즈, 모델 앤 비알리치나 등과 교제한 적이 있다. 마리아 샤라포바와 이별한 후, 러시아의 한 매체에서 허위로 배포한 "죽은 개구리"에 관련된 일화가 있으나, 이는 당사자들 모두 사실이 아님을 밝혔으며, 허위 사실로 밝혀졌다.
빅토리아 시크릿의 모델인 베하티 프린슬루와 2년 간 교제하였으며, 2013년 7월 약혼하였다. 2014년 7월 19일에 멕시코의 한 호텔에서 결혼식을 올렸다. 마룬 5의 키보디스트 제시 카마이클이 신랑 들러리를, 기타리스트 제임스 밸런타인이 축가를 맡았다. 이로써 마룬 5에 맷 플린에 이어 두 번째 기혼자가 탄생한 것이다. 이후 득녀했다.
2016년 6월 10일에 괴한의 총격으로 사망한 가수 크리스티나 그리미의 모든 장례비를 지원하기도 했다. 크리스티나 그리미는 2014년 더 보이스 시즌6에서 코치와 제자의 관계로 알게 된 사이이다.
비건이다.

## 음반 목록

### 싱글
| "Heard 'Em Say" (카니예 웨스트 feat. 애덤 러빈)          | 2005 | 26 | 27 | 19 | 95 | 23 | 67 | 15 | 22  | - 미국: 골드                                                                                 | Late Registration          |
| "Say It Again" (나타샤 베딩필드 feat. 애덤 러빈)         | 2007 | —  | —  | —  | —  | —  | —  | —  | —   |                                                                                              | N.B./Pocketful Of Sunshine |
| "Bang Bang" (케이난 feat. 애덤 러빈)                     | 2008 | —  | —  | 71 | —  | —  | —  | —  | 105 |                                                                                              | Troubadour                 |
| "Stereo Hearts" (짐 클래스 히어로즈 feat. 애덤 러빈)     | 2011 | 4  | 4  | 7  | —  | 4  | 8  | 3  | 3   | - 미국: 3× 플래티넘 - 오스트레일리아: 3× 플래티넘 - 캐나다: 2× 플래티넘 - 뉴질랜드: 플래티넘 | The Papercut Chronicles II |
| "Man in the Mirror" (하비에르 콜론과 함께)               | 2011 | 45 | —  | 66 | —  | —  | —  | —  | —   |                                                                                              | 빈칸                       |
| "Yesterday" (토니 루카와 함께)                           | 2012 | 22 | —  | 64 | —  | —  | —  | —  | —   |                                                                                              | 빈칸                       |
| "My Life" (50 센트 feat. 에미넴 & 애덤 러빈)             | 2012 | 27 | 33 | 14 | 52 | 6  | 89 | 33 | 2   | - 오스트레일리아: 플래티넘                                                                   | Street King Immortal       |
| "YOLO" (론리 아일랜드 feat. 애덤 러빈 & 켄드릭 라마)     | 2013 | 60 | 31 | 26 | —  | —  | —  | 26 | 77  |                                                                                              | The Wack Album             |
| "—" 표시된 곡은 차트에 오르지 않았거나 인증 받지 않았다. |      |    |    |    |    |    |    |    |     |                                                                                              |                            |

### 기타 곡들
| 곡명          | 연도 | 수록 음반                  | 음악가        |
| ------------- | ---- | -------------------------- | ------------- |
| "Live Again"  | 2005 | U.nited S.tate Of A.tlanta | 잉 양 트윈스  |
| "Wild Horses" | 2005 | Unplugged                  | 앨리샤 키스   |
| "Gotten"      | 2010 | Slash                      | 슬래쉬        |
| "Stand Up"    | 2011 | Come Through For You       | 하비에르 콜론 |
| "Heavy"       | 2013 | New Orleans                | PJ 모턴       |

## 영화 및 텔레비전 출연 목록
| 연도            | 작품명                         | 배역                      | 참고                                                                             |
| --------------- | ------------------------------ | ------------------------- | -------------------------------------------------------------------------------- |
| 1997년          | 《비벌리힐스 아이들》          | 음악 게스트               | TV 시리즈 (1 에피소드: "Forgive and Forget")                                     |
| 2011년 ~ 현재   | 《더 보이스》                  | 본인 (코치)               | 틴 초이스 어워드 (후보) 피플즈 초이스 어워드: 가장 좋아하는 심사위원 부문 (후보) |
| 2012년 ~ 2013년 | 《블러디 페이스 : 연쇄살인마》 | 레오 모리슨(Leo Morrison) | TV 시리즈 (4 에피소드)                                                           |
| 2011년          | 《새터데이 나이트 라이브》     | 음악 게스트, 카메오       | TV 시리즈 (1 에피소드: "찰리 데이/마룬 5")                                       |
| 2012년          | 《새터데이 나이트 라이브》     | 음악 게스트, 카메오       | TV 시리즈 (1 에피소드: "제레미 레너/마룬 5")                                     |
| 2013년          | 《새터데이 나이트 라이브》     | 호스트                    | TV 시리즈 (1 에피소드: "애덤 러빈/켄드릭 라마")                                  |
| 2014년          | 《비긴 어게인》                | 데이브(Dave)              | 영화                                                                             |
| 2014년          | 《투데이 쇼》                  | 음악 게스트               | TV 시리즈 (1 에피소드)                                                           |
| 2014년          | 《새터데이 나이트 라이브》     | 음악 게스트               | TV 시리즈 (1 에피소드)                                                           |